# 前田寛治大賞展
前田寛治大賞展（まえだかんじたいしょうてん）は倉吉市と倉吉博物館が主催する絵画の全国規模の指名公募展。

## 概要
大正時代末から昭和初頭にかけて活躍した倉吉市ゆかりの洋画家前田寛治の画業顕彰と彼が日本の洋画壇にもたらし生涯追究し続けた新しい写実主義の可能性をテーマとする、推薦委員による指名応募制の公募展である。
第1回は1988年、第2回は1992年で、以降3年毎（トリエンナーレ形式）に開催されている。

## 大賞受賞作
- 第1回（1988年） - 松原政祐　『生きるものたち「誕生」』　1987年　油彩・画布　130.3×162.0
- 第2回（1992年） - 山本明比古　『ガンジスの音船』　1992年　油彩・画布　112.0×162.0
- 第3回（1995年） - 吉岡正人　　『幸せな一日』　1995年　　油彩・画布　162.1×162.1
- 第4回（1998年） - 高橋雅史　『跡』　1998年　混合技法・綿布　162.0×162.0

- 第5回（2001年） - 西房浩二　『遠い記憶』　2001年　油彩・麻布　162.0×162.0
- 第6回（2004年） - 芳川誠　『収穫』　テンペラ、油彩・麻布に半油地　162.0×130.0
- 第7回（2007年） - 島村信之　『潮騒』
- 第8回（2010年） - 山本雄三　『2010年-七月のある朝』　2010年　鉛筆、木炭、アキーラ、墨汁、他・綿布　162.0×113.7
- 第9回（2014年） - 吉中裕也　『Still Life（黄色い水差しのある静物）』 2014年　油彩・画布　130.3×162.1
- 第10回（2018年) - 森吉健    『David』 2018年　油彩・画布　162.0×130.0
- 第11回 (2023年) - 石田淳一  『うつろふ』 2023年　油彩、鉛筆・画布　112.0×162.0

## データ
- 会場 - 倉吉市（倉吉博物舘）、東京（日本橋髙島屋SCなど）
- 開催期間 - 9月〜10月（倉吉）、10月〜11月（東京）